# Vivian Carter Mason
Vivian Carter Mason, född 1890, död 1982, var en amerikansk aktivist. 
Hon var ordförande för National Council of Negro Women 1953–1957. 